# Damascius
Damascius (Oudgrieks: Δαμάσκιος, Damáskios) (Damascus ca. 462 - ca. 550) staat bekend als "de laatste Neoplatonist". Hij was de laatste scholarch van de Academie van Athene.
Hij werd waarschijnlijk geboren in Damascus, studeerde eerst in Alexandrië en verhuisde kort voor de dood van Proclus in 485 naar Athene. Hij keerde terug naar Alexandrië waar hij lezingen bijwoonde van Ammonius, maar kwam omstreeks 515 terug naar Athene om de leiding over te nemen van de door Plato gestichte Akademeia. Na de sluiting van de Academie trok hij zich korte tijd in Perzië terug met andere filosofen, onder wie Simplicius. Daar bleef hij een jaar, waarna hij naar Syrië trok waar hij ook stierf.
Hij was een van de heidense filosofen die in de eerste helft van de zesde eeuw werden vervolgd door Justinianus, waardoor hij werd gedwongen uit te wijken naar het Perzische hof van Khusro I. Na een paar jaar werd het hem toegestaan zich opnieuw binnen het Byzantijnse Rijk te vestigen. Zijn nagelaten werk bestaat uit drie commentaren op de werken van Plato en een metafysische tekst met de titel "ἀπορίαι καὶ λύσεις περὶ τῶν πρώτων ἀρχῶν" (Kwesties en oplossingen aangaande de eerste beginselen).